# Олсуфьевский переулок
Олсу́фьевский переу́лок — улица в центре Москвы в Хамовниках между Большой Пироговской улицей и Оболенским переулком.

## Происхождение названия
Переулок был проложен в 1881 году по землям бывшей усадьбы Олсуфьевых, по которой и назван.

## Описание
Олсуфьевский переулок начинается слева от Большой Пироговской улицы, проходит на юго-запад, пересекает улицу Россолимо и выходит на Оболенский переулок.

## Здания и сооружения
По нечётной стороне:
- № 1 — Доходный дом А. А. Пантелеева (1894—1897, архитектор Р. И. Клейн, позднее надстроен двумя этажами), сейчас — стоматологическая поликлиника № 19 Центрального адм. округа;
- № 7, строение 2 — фирма «Авакон-Хамовники», жилищно-коммунальная организация района Хамовники;
- № 11 — дезинфекционная станция № 1;
- № 13/15 — медицинский центр «Лукойл»;

По чётной стороне:
- № 2/4 — Особняк (левая часть) и доходный дом А. А. Пантелеева (правая часть) построены в 1890—1892 годах по проекту архитектора Л. Н. Кекушева; позднее объединены в единый объём и надстроены.
- № 6, строение 1 — Доходный дом Р. И. Клейна (1900, архитектор Р. И. Клейн)
- № 6, строение 2 — собственный дом архитектора Р. И. Клейна, (1889, 1896, архитектор Р. И. Клейн; позднее здание заменено новой постройкой, отчасти напоминающей оригинал), сейчас — галерея «Наша эпоха».
- № 8 — Доходный дом И. Т. Кузина (1895—1898, архитектор Р. И. Клейн; 1908, архитектор Г. П. Евланов)